# Saint-Pierre (Mauritius)
Saint-Pierre – miasto w północno-zachodnim Mauritiusie, w dystrykcie Moka. Według danych oficjalnych na rok 2000 liczy 15 382 mieszkańców.